# Benelli TRK 502
Die TRK 502 ist eine Reiseenduro des italienischen Herstellers Benelli.

## Geschichte
Im November 2015 präsentierte Benelli auf der EICMA-Messe in Mailand zwei Motorräder, die Leoncino 500 und den Prototyp der TRK, einer Straßenenduro mit mittlerem Hubraum, das heißt einem 500-cm³-Motor. Ein Jahr später, wiederum auf der EICMA 2016, wurde die endgültige Version des Motorrads mit dem Namen TRK 502 vorgestellt. Auf der EICMA 2017 feierte die geländegängigere Version unter der Bezeichnung TRK 502 X ihr Debüt, die Mitte 2018 auf den Markt kam. Im Jahr 2021 wurden beide Versionen leicht abgeändert, unter anderem mit einem Sekundärluftsystem, einem neuen Katalysator sowie einer neu abgestimmten Motorsteuerung.

## Technik

### Antrieb
Die Benelli TRK 502 wird von einem flüssigkeitsgekühlten Zweizylinder-Reihenmotor mit einem Hubraum von 499,6 cm³ angetrieben. Der Motor leistet etwa 47 PS (35 kW) bei 8500/min und bietet ein maximales Drehmoment von 46 Nm bei 6000/min. Vier Ventile pro Zylinder werden von zwei obenliegenden Nockenwellen (DOHC) gesteuert. Das Verdichtungsverhältnis beträgt 11,5 : 1. Der Motor erfüllt die Euro-5-Abgasnorm. Die Höchstgeschwindigkeit beträgt 165 km/h.

### Bremsen
Die TRK 502 hat hydraulisch betätigte Scheibenbremsen. Vorn sind es zwei 320 mm große Bremsscheiben mit Vierkolben-Festsätteln, hinten ist es eine einzelne 260-mm-Bremsscheibe mit einem Einkolben-Schwimmsattel.

### Rahmen und Fahrwerk
Das Fahrwerk der TRK 502 besteht aus einem Stahlrohrrahmen, vorderer Upside-Down-Teleskopgabel mit einem Durchmesser von 50 mm und einem Federweg von etwa 140 mm sowie einer hinteren Zweiarmschwinge mit Monoshock-Federbein, Federweg rund 135 mm. Der Tankinhalt der TRK 502 beträgt 20 Liter, der durchschnittliche Verbrauch 4,4 Liter je 100 km.

### Kraftübertragung und Elektrik
Die Kraft wird über ein Sechsganggetriebe und Kette an das Hinterrad übertragen. Die Elektrik der TRK 502 umfasst LED-Beleuchtung, ein LC-Display sowie ABS (Antiblockiersystem) zur Verbesserung der Sicherheit beim Bremsen.

## Verkaufszahlen weltweit
Die Benelli TRK 502 war 2020, 2021 und 2022 das meistverkaufte Motorrad in Italien.

## Wissenswertes
Aufgrund der Motorisierung von 35 kW und ihres Leistungsgewichts ist das Motorrad mit dem A2-Führerschein fahrbar. Das Motorrad steht in direkter Konkurrenz zur Honda CB 500 X und BMW G 310 GS.

## TRK 502 X

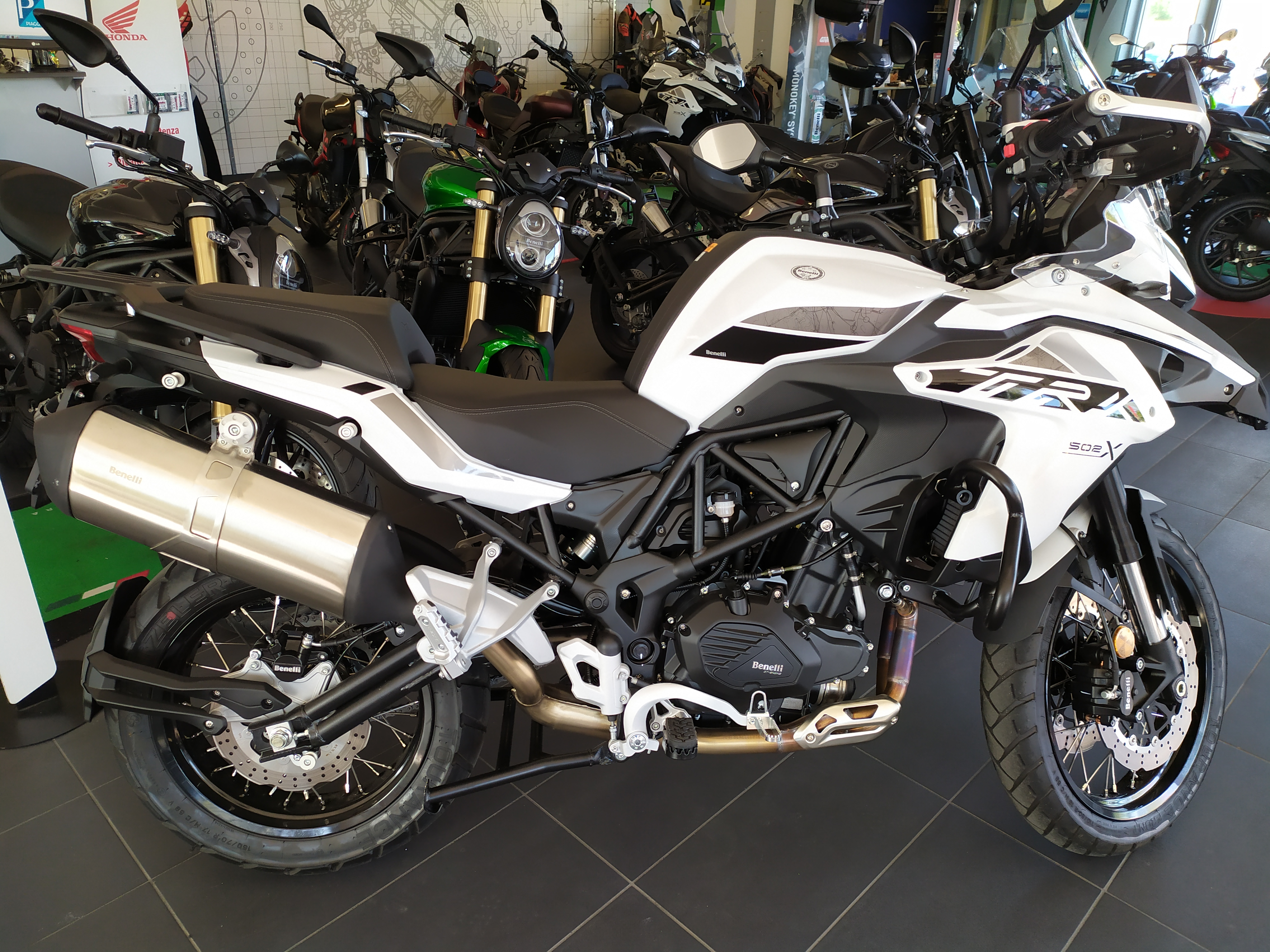
Benelli TRK 502 X, erkennbar an dem größeren Auspuff

Die Benelli TRK 502 X stellt eine verbesserte Version der Standard-TRK dar, die speziell für Offroad-Fahrten entwickelt wurde.

### Unterschiede

#### Federweg
Die TRK 502 hat vorne einen Federweg von etwa 140 mm, hinten von 135 mm.
Die TRK 502 X bietet einen größeren Federweg (ca. 150 mm vorn und hinten).

#### Reifen
Die TRK 502 hat Straßenreifen, bei der TRK 502 X sind es grobstolligere Geländereifen.

#### Sitzhöhe
Die Sitzhöhe bei der TRK 502 beträgt 800 mm, bei der TRK 502 X sind es 840 mm.

#### Auspuff
Der Auspuff der TRK 502 ist „klassisch“ in sportlicher Optik und kompakt gestaltet.
Der Auspuff der TRK 502 X erscheint robuster und widerstandsfähiger, um den Anforderungen des Offroad-Einsatzes gerecht zu werden. Das äußert sich in einer größeren Bauform und zusätzlichen Schutzvorrichtungen.

#### Sonstige Unterschiede
Zusätzlich bietet die TRK 502 X eine höhere Bodenfreiheit sowie einen größeren Schutz vor Steinschlägen durch verstärkte Verkleidungen, zudem eine verbesserte Ergonomie für längere Fahrten im Gelände oder auf unebenen Strecken. Diese Variante bleibt preislich im ähnlichen Bereich wie die Standardversion.